# Deanfield Motorsport
Deanfield Motorsport war ein britischer Hersteller von Automobilen.

## Unternehmensgeschichte
Graeme Young gründete 2001 das Unternehmen in Stewarton in der schottischen Council Area East Ayrshire. Er begann 2001 oder 2003 mit der Produktion von Automobilen und Kits. Der Markenname lautete Deanfield. 2005 oder 2006 endete die Produktion. Insgesamt entstanden etwa 100 Exemplare, von denen viele nach Nordirland verkauft wurden.

## Fahrzeuge
Die Fahrzeuge basierten auf dem Triton, den Triton Sports Cars von 2001 bis 2003 anbot. Es waren Fahrzeuge im Stil des Lotus Seven. Die offene Karosserie bot Platz für zwei Personen. Die Ausführung T-1 hatte eine hintere Starrachse und viele Teile vom Ford Escort der zweiten Generation. Der T-2 war etwas moderner mit hinterer Einzelradaufhängung und vielen Teilen vom Ford Sierra.